# HD 84816
HD 84816，又名CD-44 5846，SAO 221484、HR 3886，是一颗恒星，视星等为5.55，位于銀經271.85，銀緯6.67，其B1900.0坐标为赤經9h 42m 36.3s，赤緯-44° 6.67′ 33″。